# Culex verutus
Culex verutus är en tvåvingeart som beskrevs av Ralph E. Harbach 1987. Culex verutus ingår i släktet Culex och familjen stickmyggor.
Artens utbredningsområde är Sierra Leone. Inga underarter finns listade i Catalogue of Life.